# John LaFarge (jezuïet)

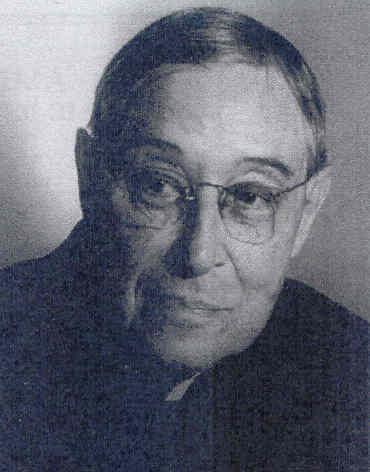
John LaFarge

John LaFarge (Newport (Rhode Island), 13 februari 1880 – (?), 24 november 1963) was een jezuïet, wiens naam verbonden is aan de nooit gepubliceerde encycliek Humani generis unitas, waarin stelling werd genomen tegen de raciale politiek van nazi-Duitsland.

## Biografie
John was de zoon van John LaFarge en Margaret Mason Perry. Zijn vader was een Amerikaans schilder, decorateur en schrijver die leefde van 1835 tot 1910. Johns moeder was een ver familielid van Benjamin Franklin.
Na de middelbare school studeerde John aan de Harvard-universiteit (1897-1901), waar hij onder meer Latijn en Grieks studeerde. In 1901 begon hij een priesteropleiding aan de Universiteit van Innsbruck (Oostenrijk), waar de opleiding theologie verzorgd werd door de jezuïeten. Op 26 juli 1905 werd hij in Innsbruck tot priester gewijd, waarna hij weer terugkeerde naar de Verenigde Staten. Na op verschillende scholen lesgegeven te hebben, besloot hij een aanvullende cursus filosofie te volgen. Mede door zijn slechte gezondheid was hij niet in staat een vervolgstudie theologie te ondernemen, waardoor hij besloot zich toe te leggen op pastoraal werk.
Door zijn contacten met de parochianen werd LaFarge geconfronteerd met diverse misstanden in de maatschappij, waaronder het raciaal vooroordeel. Op aandrang van andere ordebroeders richtte hij een schoolsysteem op voor de blanke en zwarte bevolking geheel in het in zijn ogen christelijke gedachtegoed. Ook was LaFarge oprichter van een interraciale raad in New York.
Naar aanleiding van zijn bevindingen publiceerde LaFarge vanaf 1926 diverse artikelen, waarin hij zich onder meer een fel tegenstander toonde van racisme. In 1937 verscheen hierover zijn eerste boek, Interracial Justice, dat ook de aandacht van paus Pius XI had getrokken. In het boek veroordeelde LaFarge het "pure ras" als een mythe wat niet door de Rooms-Katholieke Kerk kon worden geaccepteerd en bestempelde hij "de opzettelijke koestering van raciale vooroordelen als een zonde".
Op verzoek van de paus werd LaFarge naar Castel Gandolfo ontboden, waar Pius XI de jezuïet in juni 1938 de opdracht gaf een nieuwe encycliek op te stellen, die zich richtte tegen de politiek van de nazi’s (in het bijzonder de rassenwetten). Samen met twee anderen, de Fransman Gustave Desbuquois en Duitser Gustav Gundlach, trok LaFarge zich terug in Parijs, waar in drie maanden de voorlopige tekst werd opgesteld. Hoewel Pius XI hem verzocht had tot strikte geheimhouding, droeg LaFarge het document op 20 september 1938 over aan Vladimir Ledochowski, generaal van de Sociëteit van Jezus, die zorg zou dragen voor de vertaling van het stuk in het Latijn en de overhandiging aan de paus.
De inhoud van de beoogde encycliek verontrustte Ledochowski echter, omdat hij vreesde voor felle reacties van de nazi-regering na publicatie, maar vooral bang was voor de versterking van de machtspositie van Stalin. Het stuk werd door Ledochowski dan ook ter vertaling voorgelegd aan een zieke jezuïet, waardoor er een vertraging optrad in het voorleggen van de encycliek aan de paus.
Uiteindelijk werd Humani generis unitas midden januari aan de paus voorgelegd; Pius XI zou de encycliek nooit uitvaardigen, doordat hij op dat moment al zwaar ziek was. Door de dood van Pius XI op 10 februari 1939 en de weigering van zijn opvolger Pius XII om het document publiek te maken, verdween de encycliek in de geheime archieven van het Vaticaan.
Tijdens zijn latere leven zou LaFarge nog andere werken publiceren. Hiertoe behoorden:
- The Manner is Ordinary (1953) – een autobiografie
- The Catholic Viewpoint of Race Relations (1956)
- Reflection on Growing Old (1963)

John LaFarge overleed in 1963.

## Visie
Dat John LaFarge het stuk niet direct aan de paus voorlegde kwam hem op kritiek te staan van de co-auteur Gustav Gundlach. Deze verweet LaFarge tegen de uitdrukkelijke wens van de paus gehandeld te hebben.
- Bibsys: 5100994
- Bibliothèque nationale de France: cb12504707m (data)
- Digitale Bibliotheek voor de Nederlandse Letteren: lafa003
- Gemeinsame Normdatei: 118854496
- International Standard Name Identifier: 0000 0000 8086 6509
- Library of Congress Control Number: n85197557
- Nationale bibliotheek van Australië: 35768724
- Nationale Bibliotheek van Israël: 987007446367205171
- Nederlandse Thesaurus van Auteursnamen: 14125727X
- SNAC: w6125x2s
- Système universitaire de documentation: 034275061
- Trove: 1078791
- Virtual International Authority File: 7494314
- WorldCat: E39PBJpPJgBcXCTbRpYMVc7mBP